# Holcosus chaitzami
La ameiva de Chaitzam (Holcosus chaitzami) es una especie de lagarto que pertenece a la familia Teiidae. Es nativo de Guatemala y el sur de México (Chiapas). Su hábitat natural incluye bosque de pino de tierras bajas.